# Municipio de Monroe (condado de Misisipi)
El municipio de Monroe (en inglés: Monroe Township) es un municipio ubicado en el condado de Misisipi en el estado estadounidense de Arkansas. En el año 2010 tenía una población de 8727 habitantes y una densidad poblacional de 49,24 personas por km².

## Geografía
El municipio de Monroe se encuentra ubicado en las coordenadas 35°41′23″N 90°1′28″O / 35.68972, -90.02444. Según la Oficina del Censo de los Estados Unidos, el municipio tiene una superficie total de 177.23 km², de la cual 172.61 km² corresponden a tierra firme y (2.61%) 4.62 km² es agua.

## Demografía
Según el censo de 2010, había 8727 personas residiendo en el municipio de Monroe. La densidad de población era de 49,24 hab./km². De los 8727 habitantes, el municipio de Monroe estaba compuesto por el 48.17% blancos, el 48.47% eran afroamericanos, el 0.16% eran amerindios, el 0.22% eran asiáticos, el 0.01% eran isleños del Pacífico, el 1.39% eran de otras razas y el 1.58% pertenecían a dos o más razas. Del total de la población el 2.31% eran hispanos o latinos de cualquier raza.